# Mix collection 1996-2001
Mix collection 1996-2001 Zoltán Erika korábbi lemezein megjelent számok újra remixelt változatai kerültek fel erre az albumra.

## Az album dalai[1]
1. Túl sexy -  deep radio mix (Pásztor László-Jakab György-Hatvani Emese) remix: ifj. Jakab György, DJ Harmath
2. Rólad álmodom – extended version (Ember Péter)
3. Hova menjek? – Chris midi radio version (Pásztor László-Jakab György-Hatvani Emese) remix: Székely Krisztián
4. Szerelemre születtem – FLM club mix (N. Tony-S. Brosi-Jávor Andrea) remix: FLM
5. Veled oly szép – Spigiboy club mix (Kis Pál-Müller Kálmán) remix: Spigiboy
6. Túl sexy – club mix (Pásztor László-Jakab György-Hatvani Emese) remix: ifj. Jakab György, DJ Harmath
7. Hova menjek? – extended club version (Pásztor László-Jakab György-Hatvani Emese) remix: Székely Krisztián
8. Tiszta őrület – Junior hot mix (Hauber Zsolt-Erica C.-Robby D.) remix: Junior
9. Tiszta őrület – Náksi remix (Hauber Zsolt-Erica C.-Robby D.) remix: Náksi
10. Baby love – Radio dance version (Axel Breitung)
11. Voice of fortune – Special club mix (Sam Jacobs-Patrick Lewis) remix: Axel Breitung
12. It's all right – Hérincs remix (Sam Jacobs-Patrick Lewis) remix: Hérincs
13. Egyedül/Alone (Rob Paris-Duba Gábor)
14. Good Times/Keresd a nőt (Rob Paris-Duba Gábor)
15. Drives Me Crazy/Kell a vágy – Blue Pearl remix (Rob Paris-Duba Gábor)